# Atentatele teroriste de la Bruxelles din martie 2016
În dimineața zilei de 22 martie 2016 trei explozii s-au produs în Bruxelles: două la Aeroportul Zaventem din nord-estul capitalei și a treia, la distanță de o oră, în stația de metrou Maelbeek, în apropiere de sediul Uniunii Europene. Procurorul federal a confirmat că este vorba de un atentat sinucigaș. Bilanțul provizoriu înaintat de autorități indică 34 de morți – 14 la aeroport și 20 la stația de metrou – și 198 de răniți – 92 la aeroport și 106 la stația Maelbeek. În după-amiaza aceleiași zile, Amaq, agenția de presă afiliată Daesh, a emis un buletin informativ în care se spunea că gruparea teroristă revendică atentatele.
Într-un film de pe camera de supraveghere a aeroportului au fost surprinși trei bărbați, suspectați de autorități de comiterea atentatelor. Cei trei au fost identificați ca frații Khalid și Brahim El Bakraoui, respectiv Najim Lacchraoui. Potrivit Dernière Heure, Khalid și-ar fi detonat bomba în stația de metrou Maelbeek, iar fratele său Brahim în aeroportul Zaventem. Al treilea suspect este dat în urmărire.
Atentatele sunt cele mai grave acte de terorism din istoria țării. Guvernul belgian a decretat trei zile de doliu național.

## Context
Înainte de atentate, mai multe atacuri teroriste au avut loc în Belgia, atrăgând de la sine alte numeroase operațiuni antiteroriste la nivel național. Pe 24 mai 2014, un bărbat înarmat, cu legături în războiul din Siria, a deschis focul în clădirea Muzeului Evreiesc din Bruxelles, împușcând mortal patru persoane. În ianuarie 2015, operațiuni antiteroriste care vizau o grupare despre care se credea că plănuiește un al doilea atac de tipul celui de la Charlie Hebdo, au avut loc în Bruxelles și Zaventem. Operațiunile s-au finalizat cu uciderea a doi suspecți și arestarea altuia. În august 2015, un presupus terorist marocan a împușcat și înjunghiat trei pasageri la bordul unui tren Thalys care călătorea de la Amsterdam la Paris via Bruxelles.
Atacatorii implicați în atentatele teroriste din Paris din noiembrie 2015 își aveau sediul în Molenbeek, la periferia Bruxelles-ului, perioadă în care orașul a fost blocat în căutarea suspecților. Pe 18 martie 2016, cu patru zile înainte de atentatele din Bruxelles, Salah Abdeslam, complice suspect în atacurile din Paris, a fost împușcat și capturat după două raiduri ale poliției belgiene în Molenbeek. Acesta fusese dat în urmărire generală internațională.
Un oficial din securitatea irakiană a susținut că a fost informat de sursele din Rakka, care funcționează de facto drept capitală a Statului Islamic, că jihadiștii pregăteau de peste două luni atentate în statele europene, ce vizau aeroporturi și gări aglomerate. De asemenea, Bagdadul a informat statele europene cu privire la planurile Statului Islamic, însă Bruxelles-ul nu se număra printre țintele vizate de jihadiști. Oficialul din securitatea irakiană a susținut că militanții islamiști și-au schimbat planurile în ultimul moment și au întors armele spre Bruxelles imediat după capturarea lui Salah Abdeslam.

## Exploziile

### Aeroportul din Bruxelles

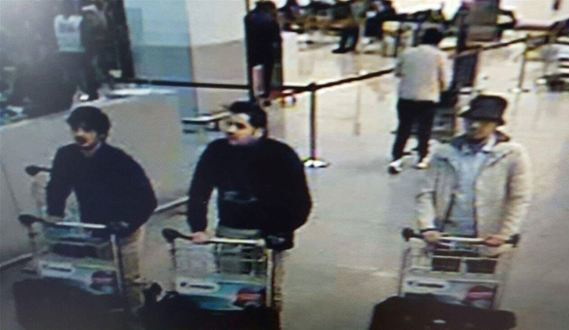
Principalii suspecți ai atacului de la aeroport surprinși pe camera de supraveghere

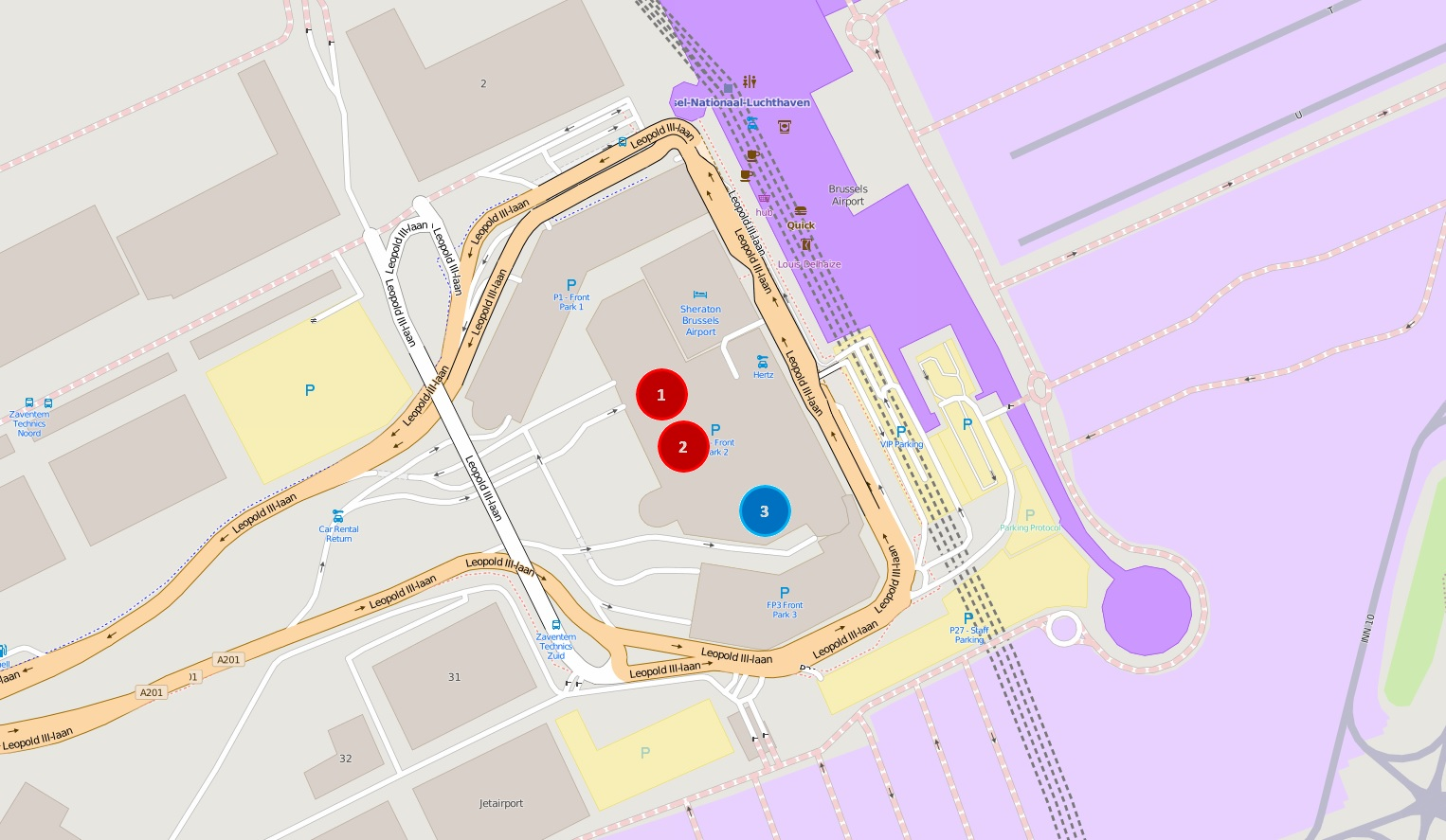
Locațiile celor două explozii (în roșu) și a bagajului în care a fost găsită cea de-a treia bombă neexplodată (în albastru)

Două explozii au zguduit terminalul de plecări al Aeroportului din Bruxelles puțin înainte de ora locală 08:00. Prima explozie a avut loc la terminalul B din zona de plecări non-Schengen de pe Aeroportul Zaventem, în apropierea ghișeelor de check-in ale companiilor aeriene American Airlines și Brussels Airlines, iar cealaltă lângă o cafenea Starbucks. Prima explozie a avut la ora locală 07:58, iar a doua a avut loc 37 de secunde mai târziu. Ferestrele terminalului au fost distruse, bucăți din tavan s-au prăbușit peste cei dinăuntru, iar terminalul a fost înghițit de fum. Într-o știre transmisă de BBC, agenția de știri Belga a raportat că au fost auzite focuri de armă și strigăte în limba arabă înainte de cele două deflagrații. The Wall Street Journal a transmis, de asemenea, că un lucrător al aeroportului "a auzit pe cineva strigând în arabă înainte de explozii". O pușcă de asalt și o a treia bombă au fost găsite după un control al bagajelor. Bomba a fost ulterior detonată într-o explozie controlată. Posturile de știri belgiene au publicat un cadru din filmul de supraveghere al aeroportului în care sunt surprinși trei bărbați împingând cărucioare de bagaje, dintre care doi purtau o singură mănușă pe mâna stângă pentru a-și ascunde declanșatoarele de la vestele explozive, iar al treilea o pălărie închisă la culoare și o jachetă albă. Într-o conferință de presă, procurorul federal Frédéric Van Leeuw spunea că bărbații cu mănuși negre sunt suspectați ca fiind autorii atacului și că autoritățile îl caută pe cel de-al treilea. Potrivit primarului suburbiei Zaventem, Francis Vermeiren, bombe se aflau și în geamantanele celor trei. La câteva ore de la explozii, poliția a făcut o razie la o casă din Schaarbeek, suburbie din nordul Bruxelles-ului, unde aceștia au găsit o bombă cu cuie, produse chimice și un steag ISIS. Un bărbat a fost luat în custodie, deși nu se știe dacă el este cel de-al treilea suspect căutat de poliție. Un alt suspect a fost reținut într-un tren din Amsterdam.
Imediat după atac, aeroportul a fost închis și toate zborurile cu plecare din Bruxelles au fost anulate. Zborurile care trebuiau să sosească pe aeroportul atacat au fost anulate sau redirecționate către aeroporturi vecine precum Bruxelles–Charleroi, Ostend–Bruges sau Schiphol în Amsterdam.

### Stația de metrou Maelbeek
- 08:00: Cu puțin timp înainte de ora 08:00, două explozii au loc în terminalul de plecări al Aeroportului Zaventem din Bruxelles. Pasagerii sunt evacuați și îndemnați să stea departe de clădire.
- 08:40: Toate zborurile de pe Aeroportul Zaventem sunt suspendate.
- 09:00: La aproximativ o oră după exploziile de la aeroport, o a treia explozie are loc la stația de metrou Maelbeek – la 500 m de sediul Parlamentului European.
- 09:30: Metroul din Bruxelles este închis.
- 10:00: Întreg sistemul public de transport, inclusiv trenurile, tramvaiele și autobuzele, este închis.
- 10:20: Compania feroviară Eurostar suspendă serviciile în Bruxelles.
- 10:30: Prim-ministrul belgian Charles Michel face apel la locuitori să rămână unde sunt și să evite deplasările în oraș.
- 11:45: Centrul de Criză belgian instruiește elevii să rămână în școli.
- 16:00: Guvernul belgian decretă trei zile de doliu național.
- 16:20: ISIS revendică atentatele, potrivit unei agenții de presă afiliate grupării.
- 16:40: Stațiile din oraș încep să se redeschidă, cu o prezență sporită a agenților de securitate feroviară, poliției și armatei.

O explozie a avut loc la ora locală 09:11 în mijlocul unei garnituri cu trei vagoane, care circula între stațiile de metrou Maelbeek și Schuman. Stația Maelbeek este situată la cinci minute distanță de sediul Parlamentului European. Mecanicul a oprit imediat trenul și a evacuat primul și ultimul vagon, în timp ce stația se umplea de fum. Un punct de asistare a răniților a fost improvizat la un pub din apropierea stației de metrou. Circulația metroului din Bruxelles a fost oprită imediat după explozie.

## Victime
20 de călători au fost uciși la stația Maelbeek. Alți 106 au fost răniți, dintre care 17 se află în stare critică. La aeroport, cel puțin 14 persoane au fost ucise, iar alte 92 au avut nevoie de îngrijiri medicale. Spre seară, Ministrul Sănătății din Belgia a plasat bilanțul atentatelor la 31 de morți – 11 la aeroport și 20 de la metrou, precum și 250 de răniți, într-o intervenție la postul flamand VTM. Potrivit Ministrului de Externe belgian Didier Reynders, 40 de naționalități au fost printre cei morți și răniți.
| Naționalitate  | Morți | raniti | Total | Ref.   |
| -------------- | ----- | ------ | ----- | ------ |
| Olanda         | 3     | 0      | 3     | [ 2 ]  |
| Maroc          | 1     | 6      | 7     | [ 33 ] |
| Italia         | 1     | 3      | 4     | [ 34 ] |
| Peru           | 1     | 1      | 2     | [ 35 ] |
| Portugalia     | 0     | 21     | 21    | [ 36 ] |
| Franța         | 0     | 10     | 10    | [ 37 ] |
| Spania         | 0     | 9      | 9     | [ 38 ] |
| Statele Unite  | 0     | 9      | 9     | [ 39 ] |
| Marea Britanie | 0     | 4      | 4     | [ 40 ] |
| România        | 0     | 4      | 4     | [ 41 ] |
| Polonia        | 1     | 3      | 4     | [ 42 ] |
| Columbia       | 0     | 2      | 2     | [ 34 ] |
| Ungaria        | 0     | 2      | 2     | [ 43 ] |
| Brazilia       | 0     | 1      | 1     | [ 44 ] |
| Ecuador        | 0     | 1      | 1     | [ 34 ] |
| Germania       | 0     | 1      | 1     | [ 45 ] |
| Israel         | 0     | 1      | 1     | [ 46 ] |
| Turcia         | 0     | 1      | 1     | [ 47 ] |
| Total          | 31    | 300    | 331   |        |

## Autori
După apariția primelor fotografii ale suspecților, polițiștii belgieni au primit o informație din partea taximetristului care i-a dus la aeroport pe cei trei. Acesta i-a recunoscut, a contactat poliția și a dezvăluit de la ce adresă i-a luat pe suspecți. Era vorba de o locuință închiriată foarte recent în cartierul Schaarbeek. Zona a fost imediat împânzită de mașini de poliție, de pompieri, vehicule blindate și elicoptere. La adresa semnalată au fost găsite 15 kg de explozibil de tip TATP (triperoxid de triacetonă, folosit și în atentatele de la Paris), 30 l de apă oxigenată, 150 l de acetonă, un detonator, o valiză plină de cuie, ventilatoare și alte materiale. Mai multe persoane, unele evacuate cu scări mobile, au fost luate și duse la audieri. Zona a fost închisă și sute de oameni care locuiau în clădirile din jur au fost duși într-un centru al Crucii Roșii. Abia după miezul nopții, când perchezițiile s-au încheiat, oamenii au primit permisiunea de a merge la casele lor. Desfășurări de forțe asemănătoare au avut loc și la Maalbeek, dar și în "alte locuri din Belgia", a anunțat Parchetul federal.
În dimineața zilei de 23 martie, poliția belgiană a făcut publice numele celor doi teroriști care s-au aruncat în aer în Aeroportul din Bruxelles. Este vorba despre frații Khalid și Brahim El Bakraoui, de 27, respectiv 30 de ani, ambii cetățeni belgieni. Khalid a închiriat sub o identitate falsă casa raziată de poliție cu o săptămână înaintea atentatelor într-o operațiune care a dus la arestarea lui Salah Abdeslam. Se pare că cei doi au reușit să scape. Frații El Bakraoui sunt erau în vizorul poliției belgiene de mulți ani, însă pentru crimă organizată, nu acte de terorism. Brahim a fost condamnat la nouă ani de închisoare în 2010 după ce a deschis focul asupra ofițerilor de poliție într-o tentativă de jaf la un birou de schimb valutar. În 2011, Khalid a fost condamnat la cinci ani de închisoare pentru tentativă de furt de mașină; la momentul arestării, asupra lui au fost găsite mai multe puști de asalt.
Suspectul în jacheta albă, cel care a fugit după ce dispozitivul său nu a explodat, se numește Najim Lacchraoui, în vârstă de 25 de ani. Laachraoui este căutat încă din noiembrie 2015 pentru implicarea sa în atentatele din Paris. ADN-ul său a fost găsit pe cel puțin două centuri explozive folosite în atentate.
Potrivit președintelui turc Recep Tayyip Erdoğan, unul dintre atacatori a fost arestat pentru scurt timp în Gaziantep, la granița Turciei cu Siria, în iunie 2015, după care a fost extrădat în Belgia, unde a fost eliberat. "Autoritățile belgiene au fost avertizate că acest individ avea legături cu organizații teroriste", a subliniat Erdoğan, fără a dezvălui identitatea islamistului. Mai târziu, un oficial al Președinției turce spunea că atacatorul deportat din Turcia este Brahim El Bakraoui.
La perchezițiile din suburbia Schaarbeek, anchetatorii au găsit "testamentul" lui Brahim El Bakraoui, cel care s-a aruncat în aer la aeroport. Documentul se afla într-un calculator aruncat la o pubelă de pe strada unde locuia. În el, Brahim scria că "este pe fugă, căutat peste tot" și că nu mai este "în siguranță și că dacă mai tergiversează, riscă să sfârșească într-o celulă".

## Urmări

### Belgia
Autoritățile au oprit temporar tot traficul aerian pe aeroport și toți cei aflați în incinta aeroportului au fost evacuați. Clădirea Berlaymont, care se află lângă stația Maelbeek și găzduiește sediul central al Comisiei Europene, a fost închisă. Poliția belgiană a efectuat câteva explozii controlate ale unor obiecte suspecte din jurul stației Maelbeek, conform relatărilor agențiilor media.
Tot transportul public din capitala belgiană a fost închis, în urma atacurilor. Gara de Nord, Gara Centrală și Gara de Sud din Bruxelles au fost evacuate și închise, iar toate trenurile Eurostar spre gara Midi au fost suspendate. Trenurile dintre Paris și Bruxelles au fost de asemenea suspendate. Conform agenției flamande de presă VRT, toate taxiurile din Bruxelles au transportat pasagerii gratuit câtă vreme transportul public a fost oprit. Gara de Nord din Paris, care operează curse către Bruxelles, a fost temporar închisă.
Ministerul de Interne din Belgia a anunțat că alerta teroristă din țară a fost ridicată la cel mai înalt nivel în urma atacurilor. Guvernul belgian a avertizat că este posibil să mai fie și alți potențiali atacatori și a îndemnat cetățenii să folosească rețelele de socializare înainte de a-și contacta prietenii și familiile prin serviciile de telefonie.

## Reacții
- Canada: Prim-ministrul Justin Trudeau a condamnat atentatele „deplorabile” de la Bruxelles și și-a exprimat solidaritatea cu Belgia și Uniunea Europeană.[69]
- Franța: Președintele François Hollande a declarat că atentatele de la Bruxelles reprezintă un atac asupra întregii Europe  și că Franța va continua lupta împotriva terorismului atât la nivel internațional, cât și la nivel național.[70] Primăria Parisului, condusă de Anne Hidalgo, a anunțat că Turnul Eiffel va fi iluminat în seara zilei de 22 martie [2016] în culorile tricolorului belgian.[66]
- Germania: Într-o scrisoare adesată Regelui Philippe al Belgiei, Președintele Joachim Gauck a condamnat atentatele ca „fiind crime îngrozitoare” și a anunțat că împreună cu Belgia, Germania „va proteja valorile noastre comune a libertății și democrației”.[66]
- Turcia: Prim-ministrul Ahmet Davutoğlu a declarat că este șocat de atentatele de la Bruxelles și condamnă ferm acest atac.[71]
- România: Prim-ministrul Dacian Cioloș a condamnat atacul de la Bruxelles și a transmis condoleanțe guvernului și cetățenilor din Belgia.[72]
- Țările de Jos: Prim-ministrul Mark Rutte a declarat că este alături de victime și de familiile acestora și că Olanda este pregătită să ofere orice ajutor pentru vecinii săi.
- Regatul Unit: Prim-Ministrul David Cameron a declarat că este „șocat și îngrijorat de evenimentele din Bruxelles. Vom face tot ce putem că să vă ajutăm”.[73]
- Statele Unite: Într-un discurs, susținut în Cuba, Președintele Barack Obama și-a exprimat simpatia și solidaritatea cu poporul belgian și a spus că Statele Unite „vor face tot ce este necesar pentru a ajuta prietenul și aliatul nostru Belgia pentru a aduce în fața justiției pe cei responsabili”.[74]